# Liste des circonscriptions législatives de Meurthe-et-Moselle
Le département français de Meurthe-et-Moselle est, sous la Cinquième République, constitué de sept circonscriptions législatives de 1958 à 2012, puis de six circonscriptions depuis le redécoupage de 2010, entré en application à compter des élections législatives de 2012.

## Présentation
Par ordonnance du 13 octobre 1958 relative à l'élection des députés à l'Assemblée nationale, le département de Meurthe-et-Moselle est d'abord constitué de sept circonscriptions électorales.
Lors des élections législatives de 1986 qui se sont déroulées selon un mode de scrutin proportionnel à un seul tour par listes départementales, le nombre de sept sièges de Meurthe-et-Moselle a été conservé.
Le retour à un mode de scrutin uninominal majoritaire à deux tours en vue des élections législatives suivantes, a maintenu ce nombre de sept sièges,, selon un nouveau découpage électoral.
Le redécoupage des circonscriptions législatives réalisé en 2010 et entrant en application à compter des élections législatives de juin 2012, a modifié le nombre et la répartition des circonscriptions de Meurthe-et-Moselle, réduit à six du fait de la sur-représentation démographique du département.

## Composition des circonscriptions

### Composition des circonscriptions de 1958 à 1986
À compter de 1958, le département de Meurthe-et-Moselle comprend sept circonscriptions regroupant les cantons suivants :
- 1re circonscription : Nancy-Nord, Nomeny, Pont-à-Mousson.
- 2e circonscription : Nancy-Ouest, Saint-Nicolas-de-Port.
- 3e circonscription : Nancy-Est, Nancy-Sud.
- 4e circonscription : Arracourt, Baccarat, Badonviller, Bayon, Blâmont, Cirey-sur-Vezouze, Gerbéviller, Lunéville-Nord, Lunéville-Sud.
- 5e circonscription : Colombey-les-Belles, Domèvre-en-Haye, Haroué, Thiaucourt, Toul-Nord, Toul-Sud, Vézelise.
- 6e circonscription : Audun-le-Roman, Briey, Chambley-Bussières, Conflans-en-Jarnisy.
- 7e circonscription :   Longuyon, Longwy.

### Composition des circonscriptions de 1988 à 2012
À compter du découpage de 1986, le département de Meurthe-et-Moselle comprend sept circonscriptions regroupant les cantons suivants :
- 1re circonscription : Nancy-Est, Nancy-Nord, Nancy-Sud.
- 2e circonscription : Arracourt, Jarville-la-Malgrange, Saint-Max, Tomblaine, Vandœuvre-lès-Nancy.
- 3e circonscription : Laxou, Nancy-Ouest, Pompey.
- 4e circonscription : Baccarat, Badonviller, Bayon, Blâmont, Cirey-sur-Vezouze, Gerbéviller, Lunéville-Nord, Lunéville-Sud, Saint-Nicolas-de-Port.
- 5e circonscription : Colombey-les-Belles, Domèvre-en-Haye, Haroué, Neuves-Maisons, Thiaucourt-Regniéville (sauf communes d'Arnaville, Bayonville-sur-Mad et Vandelainville), Toul-Nord, Toul-Sud, Vézelise.
- 6e circonscription : Briey, Chambley-Bussières, Conflans-en-Jarnisy, Dieulouard, Homécourt, Nomeny, Pont-à-Mousson.
- 7e circonscription : Audun-le-Roman, Herserange, Longuyon, Longwy, Mont-Saint-Martin, Villerupt.

### Composition des circonscriptions à compter de 2012
Depuis le nouveau découpage électoral, le département comprend six circonscriptions regroupant les cantons suivants :
- 1re circonscription : Nancy-Est, Nancy-Nord, Nancy-Sud, Malzéville, Saint-Max, Seichamps
- 2e circonscription : Jarville-la-Malgrange, Laxou, Nancy-Ouest, Vandœuvre-lès-Nancy-Est, Vandœuvre-lès-Nancy-Ouest
- 3e circonscription : Audun-le-Roman, Briey, Herserange, Longuyon, Longwy, Mont-Saint-Martin, Villerupt
- 4e circonscription : Arracourt, Baccarat, Badonviller, Bayon, Blâmont, Cirey-sur-Vezouze, Gerbéviller, Lunéville-Nord, Lunéville-Sud, Saint-Nicolas-de-Port, Tomblaine
- 5e circonscription : Colombey-les-Belles, Domèvre-en-Haye, Haroué, Neuves-Maisons, Thiaucourt-Regniéville (sauf communes d'Arnaville, Bayonville-sur-Mad et Vandelainville), Toul-Nord, Toul-Sud, Vézelise.
- 6e circonscription : Chambley-Bussières, Conflans-en-Jarnisy, Dieulouard, Homécourt, Nomeny, Pompey, Pont-à-Mousson, communes d'Arnaville, Bayonville-sur-Mad, Vandelainville (issues du canton de Thiaucourt-Regniéville)

À la suite du redécoupage des cantons de 2014, les circonscriptions législatives ne sont plus composées de cantons entiers mais continuent à être définies selon les limites cantonales en vigueur en 2010. Les circonscriptions sont ainsi composées des cantons actuels suivants :
- 1re circonscription : cantons d'Entre Seille et Meurthe (4 communes), Grand Couronné (15 communes), Nancy-1 (quartier Boudonville), Nancy-2 (quartiers Haut du Lièvre, Scarpone, Ville-Vieille-Léopold, Cristalleries, Cathédrale et Île de Corse), Nancy-3 et Saint-Max (sauf commune de Tomblaine)
- 2e circonscription : cantons de Jarville-la-Malgrange (4 communes), Laxou, Nancy-1 (quartiers Beauregard, Boufflers et Buthegnémont), Nancy-2 (quartiers Poincaré-Foch-Anatole France et Croix-de-Bourgogne) et Vandœuvre-lès-Nancy
- 3e circonscription : cantons de Longwy, Mont-Saint-Martin, Pays de Briey (28 communes) et Villerupt
- 4e circonscription : cantons de Baccarat, Grand Couronné (9 communes), Jarville-la-Malgrange (8 communes), Lunéville-1, Lunéville-2, communes de Flavigny-sur-Moselle, Richardménil et Tomblaine
- 5e circonscription : cantons de Neuves-Maisons (sauf communes de Flavigny-sur-Moselle et Richardménil), Le Nord Toulois (sauf commune de Saizerais), Meine au Saintois et Toul
- 6e circonscription : cantons d'Entre Seille et Meurthe (35 communes), Jarny, Pays de Briey (9 communes), Pont-à-Mousson et Val de Lorraine Sud, commune de Saizerais